# Binnenweg (Rotterdam)
De Binnenweg is een straat in Rotterdam. De straat bestaat uit drie gedeelten: het Binnenwegplein, de Oude Binnenweg en de Nieuwe Binnenweg.

## Oude Binnenweg
De Binnenweg bestond al in 1454 en was de verbinding tussen Rotterdam en Schoonderloo en Delfshaven. Hij eindigde in Rotterdam bij de Binnenwegse brug over de Coolvest (oude naam van de Coolsingel) en de Binnenwegse Poort. In de zeventiende eeuw was de Binnenweg al bebouwd tot aan de Mauritsweg. De Oude Binnenweg tussen de Karel Doormanstraat en de Mauritsweg werd door het bombardement op Rotterdam nauwelijks getroffen en is de enige nog bestaande vooroorlogse winkelstraat in het centrum van Rotterdam. Het gedeelte tussen de Karel Doormanstraat en de Mauritsweg is tegenwoordig voetgangersgebied. Tussen 1888 en 1974 heette de straat ‘Binnenweg’, dus zonder de toevoeging ‘Oude’.

## Nieuwe Binnenweg
De Nieuwe Binnenweg bevindt zich tussen de Mauritsweg en de Lage Erfbrug over de Delfshavense Schie in Delfshaven. Hij is bebouwd tussen 1880 en 1940, en doorkruist de wijken Oude Westen, Middelland en het Nieuwe Westen. De Nieuwe Binnenweg grensde aan de kant van het centrum aan het Land van Hoboken. Dit deel van de Nieuwe Binnenweg werd pas in de dertiger jaren bebouwd.
In 1910 kwam de oudkatholieke Paradijskerk gereed, die een schuilkerk verving die van 1719 tot 1907 aan de Lange Torenstraat had gestaan, maar bouwvallig was geworden.
De Nieuwe Binnenweg krijgt in Rotterdam een steeds betere reputatie als uitgaansstraat. Met name aan het deel dat aansluit op de Oude Binnenweg vestigen zich steeds meer trendy winkels en restaurants. Net als de West-Kruiskade heeft de Nieuwe Binnenweg een groot aantal bedrijven, door de eigenaren met diverse culturele achtergronden is er een ruime keuze aan exotische producten te vinden.

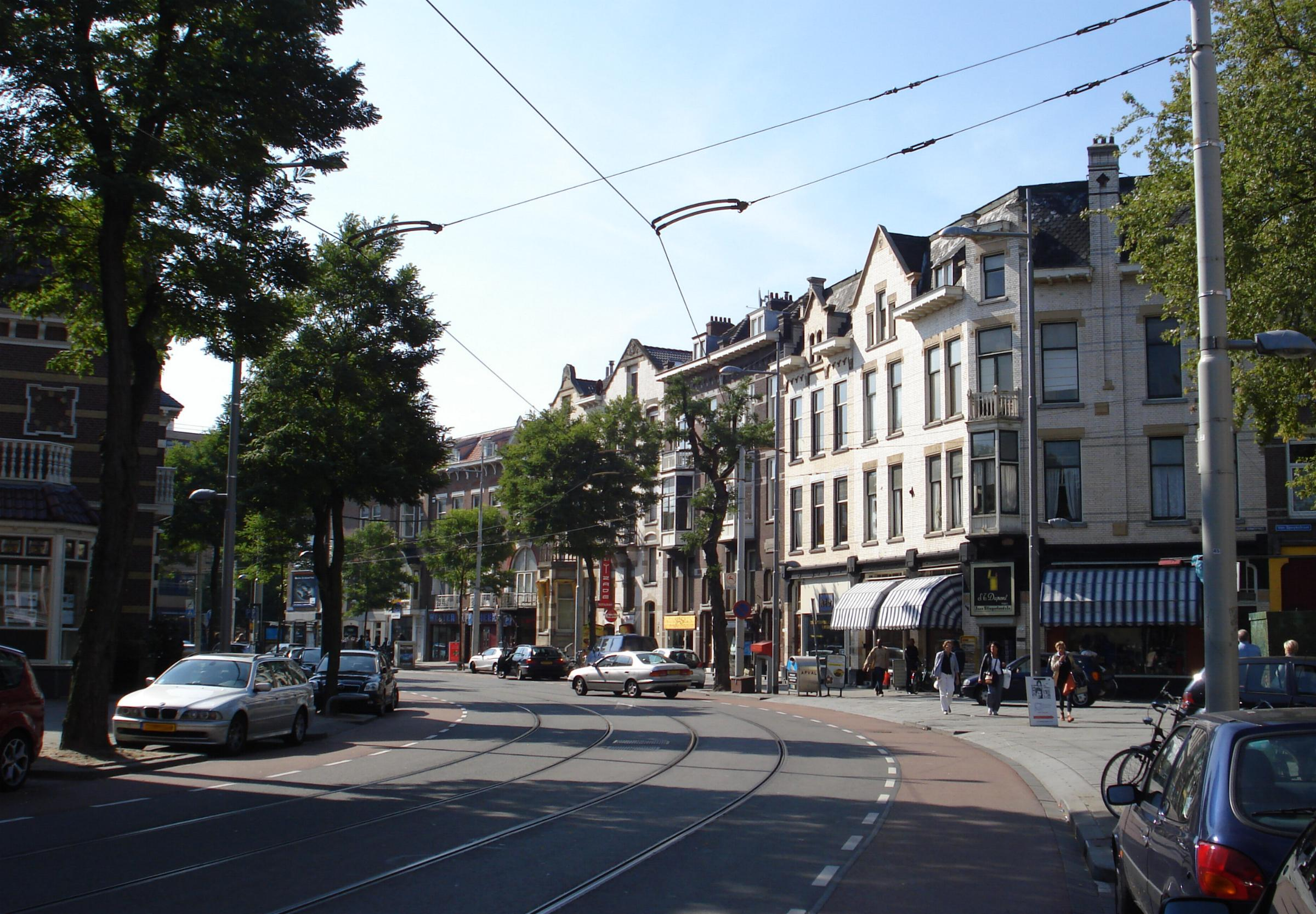
De Nieuwe Binnenweg

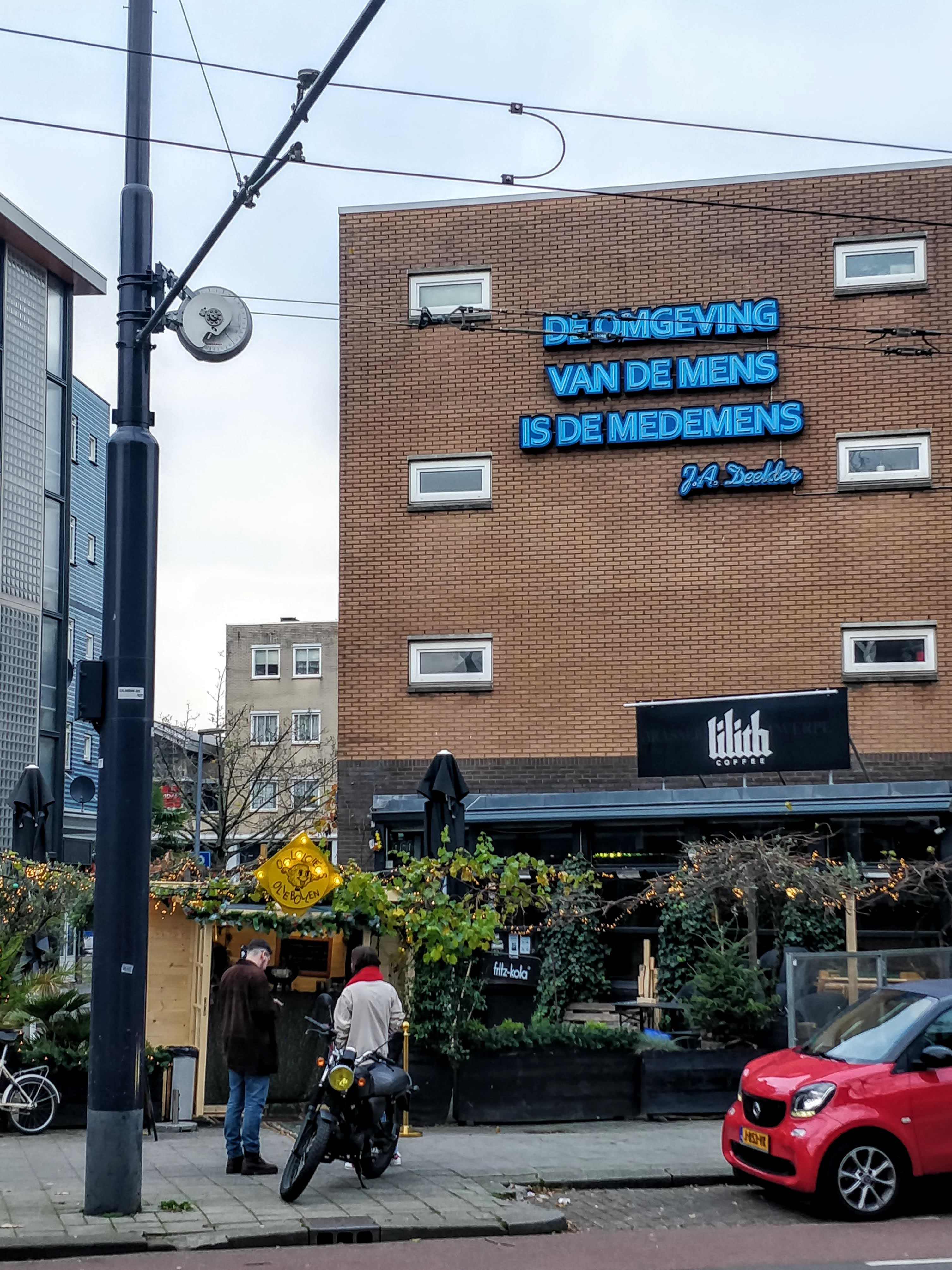
Blik op Nieuwe Binnenweg 125, met quote op het gebouw: "De omgeving van de mens is de medemens" (Jules Deelder).

## Binnenwegplein

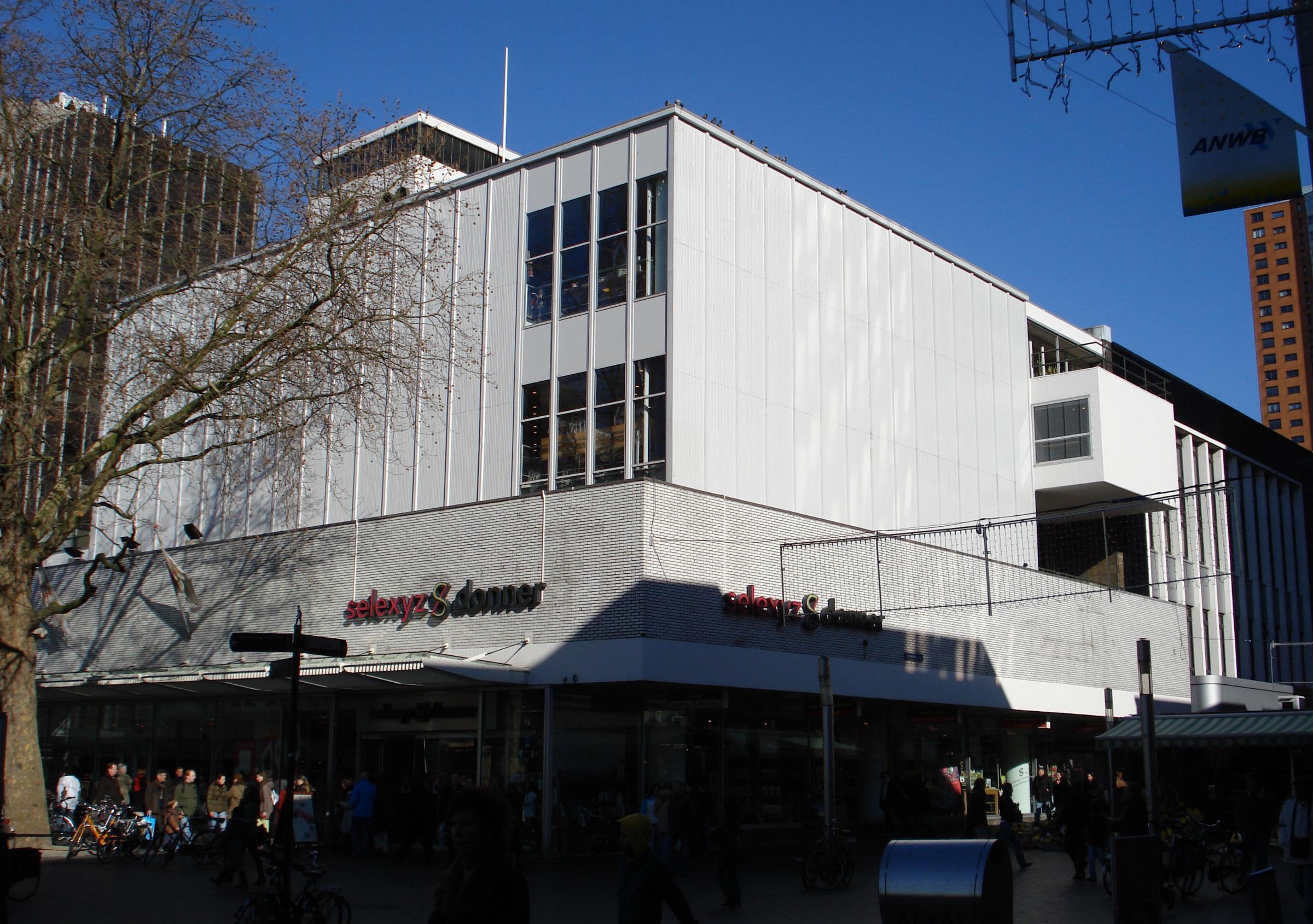
Het voormalige warenhuis van woninginrichtingbedrijf De Klerk, Meubelwarenhuis H.H. de Klerk

Het Binnenwegplein is het voetgangersgebied tussen de Coolsingel en de Karel Doormanstraat. Op de oostelijke hoek van het Binnenwegplein met de Lijnbaan staat het voormalige warenhuis van woninginrichtingbedrijf De Klerk, Meubelwarenhuis H.H. de Klerk. Vanaf 1988 tot 2014 was de boekhandel Donner gevestigd in dit kubusvormige gebouw. Aan de overkant daarvan zat tussen 1951 en 1993 het warenhuis Ter Meulen.
Op het plein staat het grote kinetische kunstwerk Two Turning Vertical Rectangles ter hoogte van de Lijnbaan. Het Binnenwegplein is een plein dat gekenmerkt wordt door zijn warenhuizen, waardoor het overdag druk bezocht wordt, maar 's avonds leeg is.

## Trivia
Een oud Rotterdams kinderliedje verwijst naar de Binnenweg:
Vrouw, geef me een peentje!
Ik weet niet waar je woont.
en ik woon al op den Binnenweg,
en daar groeien de peentjes langs den weg.
Vrouw, geef me een peentje, etc.